# EditPlus
EditPlus – 32-bitowy edytor tekstowy dla Windows, opracowany przez Sangila Kima z firmy ES-Computing. Zawiera narzędzia dla programistów, w tym podświetlanie składni, konwersja typów plików, konwersja końca linii, możliwość zamiany wyrażeń regularnych, sprawdzanie składni, edycja kodu Unicode, możliwość definiowania skrótów klawiszowych, auto-uzupełnianie, zawijanie kodu. Pliki mogą być przeglądane we wbudowanej przeglądarce.

## Cechy i zawartość
- karty
- drag and drop
- korektor pisowni
- autouzupełnianie
- zakładki
- podświetlanie składni
- możliwość zapisu pliku bezpośrednio na FTP
- wyrażenia regularne

## Wersje
Ostatnia wersja programu to 4.0 (2015).